# Lukács István (cimbalomművész)
Lukács István  (Mindszent, 1901. december 8. – Budapest, 1967. április 3.) cigány származású cimbalomművész, a Magyar Rádió népi Zenekarának a cimbalmosa, korának egyik legkiválóbb cimbalmosa

## Életpályája
Zenészcsaládban született, Hódmezővásárhelyen Szabó Józsefnél kezdett cimbalmozni. Zenei Tehetsége hamar megmutatkozott, nyolcéves volt amikor Tóth Lajos operaénekessel Szegeden fellépett, hat évvel később pedig Lakatos Mihály szegedi prímás együttesének a tagja lett.
1924-ben Károlyi Árpád zenekarával jött Budapestre. Később a legkiválóbb Prímásokkal muzsikált együtt: Sovánka Nándor, Farkas Jenő, Magyari Imre, Lakatos Sándor, Kozák Gábor József, Oláh Kálmán.
Külföldi Szereplése is szép számmal akadtak. Londonban Játszott a híres Geiger Lengyel származású karmesterrel mint szóló cimbalmos (1934-39)
Játszott a Londoni BBC rádióban is. 1950-ben megalakult a Magyar Rádió népi zenekarnak első cimbalmosa volt. 
A rádióban a Jó éjszakát gyerekek meseműsör Csillagok csillagok szépen ragyogjatok az ő cimbalmán csendült fel.

## Hang és Kép
- Lukács István Cimbalmozik Kesergő,csárdás,friss
- Nótacsokor
- Nótacsokor Eltörött a kocsirúd
- Magyar Rádió Népi zenekara Prágában